# Кровь и песок (фильм, 1922)
«Кровь и песок» (англ. Blood and Sand) — американский немой фильм, снятый в 1922 году режиссёром Фредом Нибло по роману испанского писателя Висенте Бласко Ибаньеса.

## Сюжет
Хуан Гальярдо, деревенский мальчишка, рождённый в бедности, растет для того, чтобы стать знаменитым испанским матадором. Он женится на своей подруге детства, красивой и добродетельной Кармен. Но достигнув славы и известности, влюбляется в донью Соль, богатую, соблазнительную вдову. Они вступают в мучительную связь, с оттенками садомазохизма. Но Хуан, чувствуя вину за предательство Кармен, пытается избавиться от любовницы. Рассерженная донья Соль рассказывает Кармен и матери Хуана о их преступной связи, желая разрушить брак Хуана. Хуан становится все более несчастным и рассеянным, он безрассудно ведет себя на арене. В очередной схватке бык убивает его, но перед смертью Хуан получает прощение от своей преданной жены.

## В ролях
- Рудольф Валентино — Хуан Гальярдо
- Лео Уайт — Антонио
- Розанова Роза — Ангустьяс
- Нита Нальди — дона Соль
- Лила Ли — Кармен
- Чарльз Белчер — дон Хоселито
- Фред Беккер — дон Хосе
- Джордж Филд — Эль Насьональ
- Гарри Ламонт — тореро, добивающий быка кинжалом
- Гилберт Клейтон — Гарабато
- Уолтер Лонг — Плумитас

## Ссылки

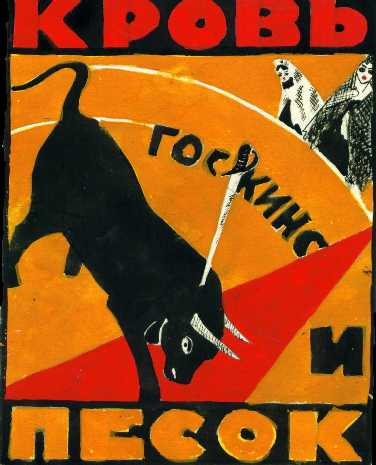
Афиша к фильму «Кровь и песок», 1922, дизайн Елизаветы Дорфман